# Božićna čokolada
Božićna čokolada (šp. chocolatada navideña) je peruanska tradicija dijeljenja vruće čokolade s kolačima ili panettonima djeci, ukućanima, susjedima, ali i siromašnim osobama tijekom Došašća i Božića. Iz Perua se proširila i u Argentinu, Boliviju, Ekvador i Španjolsku.
Najstariji poznati pisani spomen tradicije potječe iz 1930.-ih te spominje dijeljenje čokolade kao taktiku političkih stranki za pridobivanje glasača.
U Peruu dijeljenje čokolada započinje krajem studenoga, na početku Došašća i traje do Badnjaka ili samoga Božića. Čokolade dijele i udruge, ali i državne ustanove, općine, ministarstva i sl. Dijeljenje čokolada bilo je dijelom i pojedinih predizbornih kampanja u Peruu i Ekvadoru.

## Vanjske poveznice
|  | Zajednički poslužitelj ima još gradiva o temi Chocolatada navideña |